# Carlos Carmelo de Vasconcelos Motta
Carlos Carmelo de Vasconcelos Motta, brazilski rimskokatoliški duhovnik, škof in kardinal, * 16. julij 1890, Bom Jesus do Amparo, † 18. september 1982.

## Življenjepis
29. junija 1918 je prejel duhovniško posvečenje.
29. julija 1932 je bil imenovan za pomožnega škofa Diamantine in za naslovnega škofa Algize; 30. oktobra istega leta je prejel škofovsko posvečenje.
19. decembra 1935 je postal nadškof São Luísa do Maranhão, leta 1940 apostolski administrator Pinheira (s tega položaja je odstopil leta 1944) in 13. avgusta 1944 je postal nadškof São Paula.
18. februarja 1946 je bil povzdignjen v kardinala in imenovan za kardinal-duhovnika S. Pancrazio.
18. aprila 1964 je postal nadškof Aparecide.